# Festivalul Callatis
Festivalul Callatis a fost unul dintre cele mai mari festivaluri de muzică și cultură din România.

## Descrierea festivalului
Principala manifestare culturală din cadrul festivalului constă în serile de spectacol de muzică, teatru și dans la care participă cei mai de succes artiști din fiecare an dar și tineri aflați la debut. De asemenea, au loc și lansări de carte, expoziții de fotografie, gastronomie, degustări de vinuri, seri de observații astronomice și alte manifestări, în funcție de evenimentele culturale din fiecare an. Principalii organizatori ai festivalului au fost Aldaco Film și Primăria Municipiului Mangalia in colaborare cu Astra Entertainment,  Asociația Pro Familia, Aldini Turism, Hotel Paradiso. Producatorul tehnic al festivalului a fost Dr. Matei Miko. Din 2013, Asociația Callatis Fest Marea Neagră deține dreptul de autor asupra brandului Callatis Festival, prin acordul comun al celor patru membri care au înființat festivalul: Ada Vertan, Cornel Diaconu, Dumitru Moroșanu și Octavian Iordăchescu.
Spectacolele au avut loc pe “scena-scoică”, o scenă care purta acest nume din cauza fundalului sub formă de scoică creat de arhitectul scenograf Ștefan Antonescu și realizat in Șantierul Daewoo Mangalia, actualmente preluat de grupul olandez Damen sub numele de Damen Shipyards Mangalia. Este prima scenă din lume situată pe apă. Această scenă este un șlep adus de la Tulcea și care este acum andocat în Portul turistic Mangalia, creație a primarului vizionar Zanfir iorgus, având capacitatea de a susține peste 200 de persoane. În jurul scenei sunt gradene sub forma unui amfiteatru natural, unde vară de vară, vin spectatori din toate colțurile țării cât și de pe întregul mapamond.
Primele ediții ale festivalului Callatis au avut loc în fiecare vară în jurul datei de 15 august (9-15 august). Ediția din anul 2007 a festivalului a avut loc în luna iulie, urmând ca edițiile următoare să  revină la luna august. Spectacolele încep în jurul orei 21 și se termină după miezul nopții. Toate spectacolele sunt transmise de o televiziune (cea publică sau o televiziune națională).
În fiecare an, spectacolele sunt organizate în nopți tematice. Aceste nopți tematice au variat de la un an la altul, dar unele dintre acestea au fost aceleași. “Miss Diaspora”, un concurs de frumusețe la care participă românce care trăiesc în țări străine. “Ziua Marinei” care are loc în data de 15 august, în care se sărbătorește Adormirea Maicii Domnului și este, de asemenea, sărbătoarea Marinei Române din toate porturile: în această seară are loc și un concurs de focuri de artificii. De asemenea, au loc seri tematice pe teme muzicale, care au diferit de la an la an.
Vedetele autohtone și internaționale care participă la eveniment au ocazia să își adauge numele pe o stea, pe “Aleea Stelelor de Mare”, o alee inspirată de faimosul bulevard de la Hollywood.-

## Istorie
Festivalul Callatis a început în 1997 printr-o emisiune spectacol de patru ore - LIVE - care celebra Ziua Marinei, la emisiunea Duminica în familie, o producție Astra Entertainment pentru Antena 1. Producător Ada Vertan.
1998 - Ia naștere Festivalul “7 zile și 7 nopti”, o producție Astra Entertainment, realizatori Ada Vertan, Cornel Diaconu, Dumitru Moroșanu, Octavian iordachescu, Dan Mihăescu, Octavian Sava, Corina Voicu  – primul an în care Mangalia a captat atenția românilor printr-un maraton al bucuriei și al bunei dispoziții la malul mării, cu transmisii în direct pentru Antena 1.
Primii sponsori ai festivalului au fost Compania de bere Timișoreana, manager Virgil Stancu și Compania Dorna condusă de Jean Valvis.
Festivalul Callatis a fost transmis de Antena 1 (1999, 2000, 2007), de Televiziunea Română și TVR Internațional (2001, 2002, 2003, 2004, 2005, 2006, 2008, 2009). Ediția din 2010 a avut loc în cadrul Complexului Paradiso din Mangalia și fost transmisă de B1TV.
Edițiile 1999 și 2000 sunt produse de Astra Entertainment și Aldaco Film. Realizatori - Ada Vertan, Cornel Diaconu, Dumitru Morosanu, Octavian iordachescu, Dan Mihaescu, Octavian Sava,  Corina Voicu
1999 - Festivalul a debutat sub numele de “Callatis”, pe scena plutitoare, producători Astra Entertainment, Antena 1, Aldaco Film și Asociația Pro Familia. A devenit un eveniment de referință, iar Mangalia “Capitala Divertismentului Estival”.
1999 - Evenimentul “Eclipsa” transmis în timpul Festivalului Callatis cu două care de televiziune, live, pe Antena 1, a primit premiul de excelență pentru transmisii în direct de la Asociația Profesioniștilor în Televiziune ca urmare a profesionalismului programelor desfășurate.
2000 Festivalul Callatis a fost înregistrat la International Federation of Festival Organizations. Prima ediție care s-a desfășurat pe scena-scoică.
2000 Se inaugurează “Aleea Stelelor de Mare ” – cu plăci lucrate în mozaic pe care sunt înscrise numele artiștilor români și străini prezenți la Festivalul Callatis.
2001 - 2015 Corabia Callatis a navigat și pe vreme rea și pe vreme bună… devenind un brand  național și internațional.
Din 2001 și până în 2010 producătorul festivalului este Aldaco Film. Producător general, regizorul Cornel Diaconu.
Prezentatorul și directorul artistic al festivalului, în perioada 2001-2009 a fost Gabriel Cotabiță. De asemenea, seară de seară, la fiecare ediție a festivalului, alături de Gabriel Cotabiță au prezentat vedete ale Antenei 1 și TVR, precum și interpreți de muzică pop și muzică populară.
Începând cu anul  2000 și până în anul 2010, apoi în anul 2012, în cadrul Festivalului Callatis, la Mangalia are loc Concursul internațional Miss Diaspora - concurs de frumusețe spirituală pentru tinerele de origine română din întreaga lume. Finalistele au fost alese de comunitățile românești din 15 țări care au organizat preselecții pentru finala Miss Diaspora, eveniment organizat în țară și încununat printr-un spectacol televizat. Printr-un format original, Miss Diaspora a devenit o punte de suflet pentru românii din întreaga lume. Producătorul acestei manifestări - Cornel Diaconu, organizator - Asociația Pro Familia.
În anul 2007 - în cadrul Festivalului Callatis, are loc Salonul Artiștilor Românilor de Pretutindeni - eveniment inedit care a reunit cei mai importanți artiști români din diaspora. 27 expoziții de artă plastică, expoziții de sculptură, lansări de carte, prezentări de filme și spectacole de teatru, au transformat Mangalia în Capitala estivală a artiștilor români de pretutindeni. Organizatori - Asociația Pro Familia și Primăria Municipiului Mangalia. Producător Cornel Diaconu.
Tot în cadrul Festivalului Callatis, în perioada ·2003-2010 s-a desfășurat manifestarea   Hai Acasă ! - Întâlnirea Românilor de pretutindeni - reuniune  a reprezentanților asociațiilor românești și a personalităților cultural-artistice de origine română din diaspora. Această manifestare a fost organizată de Asociația Pro Familia, în parteneriat cu Primăria Municipiului Mangalia, Aldaco Film, Ministerul Afacerilor Externe prin Departamentul Românii de Pretutindeni, Aldini Turism și Hotel Paradiso. 
În anii 2010 și 2011, festivalul nu a mai avut aceeași anvergură internațională ca în anii precedenți și a devenit “Festivalul Mangalia” unde au cântat cei mai de succes cântăreți români, fiind organizat de Primăria Municipiului Mangalia și Luminița Anghel.
În anul 2011, Asociația Pro Familia și Aldaco Film  în colaborare cu Asociația Românilor din Italia (ARI Roma) și asociațiile românești din diaspora organizează  Festivalul Callatis la Roma, sub genericul "Grazzie Roma, Callatis ti saluta!", în perioada  9-15 august. Producător general -  Cornel Diaconu. În cadrul Festivalului Callatis de la Roma are loc și ·Salonul Artiștilor Români de Pretutindeni  -  eveniment găzduit de Accademia di Romania din Roma și care a reunit cei mai importanți artiști români din diaspora: 23 de artiști de origine română de pe 4 continente.
În 2012, între 24 și 27 august, festivalul Callatis a revenit la Mangalia, pe scena plutitoare.
A debutat, vineri 24 august, cu concursul „Miss Diaspora 2012". Desfășurat în Portul Turistic din Mangalia, prezentat de Richy Dandel, concursul a adus pe scenă 18 concurente.
Concursul „Miss Diaspora 2012" a fost organizat de Asociația Pro Familia și Primăria Mangalia, în parteneriat cu Complexul „Paradiso”. Cele 18 tinere românce stabilite peste hotare au fost selecționate în baza preselecțiilor ce au avut loc în țările în care locuiesc, în prezent, fiecare dintre ele.   
Juriul care a cântărit care dintre concurente sunt și cele mai frumoase, dar și cele mai inteligente a fost compus din Iuliana Stancu - președinte, Cristian Mihăilescu, Felicia Filip, Iustinian Radu, Florentina Satmari, Leonard Tănase (consilier local), Vasilică Rusu (director al Sanatoriului Balnear Techirghiol) și Cristian Bărhălescu (secretar MDRT).
La final, trofeul „Miss Diaspora 2012" a ajuns la Bianca Lazăr din Australia. Bianca este născută în 1995, la Melbourne. Ea provine dintr-o familie cu ambii părinți români. Mama este din Bucovina, iar tatăl din Bacău. Este elevă în clasa a XI-a. Tânăra este campioană de dans la Australian Dancesport Championships, la categoria dansuri latine și clasice. 
Premiul I al concursului a ajuns la Teodora Irina Petrescu (Germania), premiul al II-lea a fost adjudecat de Adelina Andronic (Italia), iar premiul al III-lea a fost câștigat de Diana Elena Ciubotaru (Italia). De asemenea, în cadrul concursului a mai fost acordat premiul de popularitate care în acest an a fost câștigat de Alexandra Talapan din Spania. Au avut loc mai multe micro-recitaluri: Felicia Filip, Ro-mania, Ioana Bărbuliceanu, DJ Sava & Andreea, Raluka, DJ Rynno & Sylvia, seara încheindu-se cu un recital Iris. 
Sâmbătă și duminică, au urcat pe scenă nume celebre precum Proconsul, Connect-R, Andreea Bălan, Keo și Alexandra Ungureanu.
Ultima zi de festival a fost dedicată folclorului românesc, cu participarea unor artiști cunoscuți ai genului, câștigători ai unor concursuri naționale de muzică populară. Prezentatorii festivalului, organizat de Primăria Municipiului Mangalia, în colaborare cu Standard Vision, Arena Events și Asociația Pro Familia, au fost Ricky Dandel, Cătălin Măruță și Florentina Satmari.
În aprilie 2013, fondatorii Festivalului Callatis au înființat Asociația Callatis Fest Marea Neagră care și-a propus să relanseze festivalul Callatis cu scopul de a menține Mangalia în topul preferinței turiștilor și a investitorilor, în zona de sud a litoralului românesc.
În vara lui 2013, între 22 și 25 august, Asociația Callatis Fest Marea Neagra a organizat festivalul sub numele de Callatis Fest împreună cu Aldini Turism, Aldaco Film, Asociația de turism Sudul litoralului și Astra Entertainment. În cele patru zile, festivalul a reunit peste 200 de artiști între care: Monica Davidescu, Aurelian Temișan, Lavinia Sandru, Iustinian Radu, Taxi, Timpuri Noi, Diana Matei, Allyanna, Radu Gheorghe, Georgeta Ciocârlan, Mihai Bisericanu, Mirabela Dauer, Nicole Cherry, Academia Popa's, Julia și Romeo Saleno, Anca Diana Pânțaru, Maria Dragomiroiu, Compact, Gh. Gheorghiu, Felicia Filip, What's Up, Hotel FM.
FESTIVALUL CALLATIS SUMMER FEST 2013
Prezentatori: Monica Davidescu și Aurelian Temișan;
Locații: Festivalul s-a desfășurat simultan în mai multe locații: Scena Plutitoare din Portul Turistic Mangalia, Casa de Cultură Mangalia, Piața Republicii, esplanada din fața hotelului Paradiso, esplanada din fața hotelului Corso, etc.;
Difuzare LIVE și  în reluare a evenimentelor pe TVR2, TVHD, TVR Internațional începând cu orele 20:30;
Campaniile de promovare ale Festivalului s-au desfășurat pe: TVR1, TVR2, TVR3, TVHD, TVR Internațional, presa locală și națională;
Organizator: Asociația Callatis Fest, Aldaco Film, Aldini Turism și Astra Entertainment în parteneriat cu Primăria Mangalia și  Asociația de turism Sudul litoralului.
Perioada desfășurare: 22 – 25 august 2013;
PROGRAM FESTIVAL Callatis 2013
Ziua I – Joi 22 august
21:00 Seara premiilor Callatis VIP susținută de Revista VIP – LIVE on TVR2 – Scena Plutitoare din Portul Mangalia:
Artisti invitați: Aurelian Temișan & The Funk Society, Compact, Felicia Filip, Sylvia & DJ Ryno, Nicole Cherry, David Bryan și alții.
Ziua II – Vineri 23 august
21:00 Invitat special: PREȘEDINTELE UNESCO IOANNIS MARONITIS – Piraeus & Insule și responsabilul UNESCO pe Europa și America de Nord.
21:00 Gala folclorului românesc – LIVE on TVR2 - A.F. Comorile Neamțului- Piatra Neamț, A. F. Dor De Sat– Dumbrava – Unirea, A.F. Iuventa – Cahul – Republica Moldova, A.F. Mușeteanca – Însurăței – Brăila, A.F. Cununa – Agnița – Sibiu, A.F. Arcanul din Fundul Moldovei - Suceava, A. F. Lipovana – Lipova – Arad – Scena Plutitoare din Portul Turistic Mangalia.
Soliști consacrați: Maria Dragomiroiu, Gheorghe Turda, Aneta Stan, Anca Panțuru, Sorin Suteu, Didi Odagiu și mulți alții.
Ziua III – Sâmbătă 24 august
21:00 Miss Diaspora 2013 – LIVE on TVR2 – Olimpiada frumuseților românești din străinătate – spectacol complex la care își dau concursul
Timpuri Noi, Felicia Filip, Gheorghe Gheorghiu, Ovidiu Komornic, Iulia Puschila , Gloria Melu, George Rotaru, și alții.
Marele premiu a fost oferit de Zanfir Iorgus.
Ziua IV – Duminica 25 august
21:00 Seara Fanomania – LIVE on TVR2 – Scena Plutitoare a Portului Mangalia.
Artiști invitați: Mihai Marginean & The Band, Whats UP, Shift, Letiția Moisescu și mulți alții.
Callatis Summer Fest 2014!
Festivalul a dat tonul distracției pe litoral, începând de joi, 21 august, până duminică, 24 august, pe scena plutitoare din Portul turistic Mangalia. Continuând tradiția spectacolelor estivale ale Mangaliei, pe parcursul celor patru seri de festival - Callatis Stars, Dor de Callatis, Gala premiilor de excelență Callatis și Top Romanian Brands – au urcat pe aceeași scenă nume consacrate ale showbizului românesc precum Proconsul, Pheonix, Pact by Leo Iorga & Adi Ordean, Nico și Shobby, Morris, Sonny Flame, Vlad Miriță, Paula Seling, Anca Sigartău, Mihai Trăistariu, Nicolae Voiculeț Orchestra, Daniela Gyorfi, Valeria Arnăutu, Cornelia Catanga și Silvia Chifiriuc.
Prima seară a festivalului, joi, 21 august ora 20.00, a reunit pe scenă sub titulatura Callatis Stars artiști în plină ascensiune, dar și nume deja consacrate: Morris, Alyanna,Adriana Gavrilă,Maria Crăciun,Raluca Munteanu,Alexandru Pădureanu. Seara s-a încheiat cu microrecitalurile susținute de Daniela Gyorfi și Emisia 2 și cu îndrăgita trupă Proconsul.
Vineri, 22 august, începând cu ora 20.30, a doua seară a festivalului dedicată muzicii populare și intitulată Dor de Callatis a adus publicului iubitor de folclor opt ansambluri și șaisprezece soliști tineri și consacrați din toate regiunile folclorice ale României. O prezență aparte a regiunii Banat a fost Anca Pantaru și „Barzava”, ansamblul de dansuri al municipiului Reșița.
Sâmbătă, 23 august, ora 20.30, Gala premiilor de excelență Callatis a prilejuit recunoașterea valorilor din diferite domenii ale vieții cultural–artistice precum Horia Gârbea, Ioan Cristescu, Dan Mircea Cipariu, Sebi Stefanescu, Dinu Grigorescu, Tatiana Odobescu, Gicu Todor, Nicu Covaci, dar și reîntâlnirea cu Nico și Schobby cu noul lor single “Clipe”, cu Paula Seling, cu Anca Sigartău și cu numerele de magie ale lui Bogdan Muntean. Cea de-a treia seară a festivalului s-a incheiat în forță cu microrecitalul PACT by Leo Iorga & Adi Ordean și recitalul trupei Phoenix.
Ultima seară a Callatis Fest 2014, Top Romanian Brands, a fost un pretext pentru a aduce pe scena festivalului branduri artistice. Astfel, duminica 24 august , de la ora 20.30, au încântat publicul interpreții Vlad Miriță în duet cu Ioana Picoș,Mihai Trăistariu, Sonny Flame, trupa Iris și Nicolae Voiculeț Orchestra, cu invitații săi speciali Anca Sigartău, Silvia Chifiriuc, Cornelia Catanga și Aurel Pădureanu.
Callatis Fest 2014 a fost prezentat de actrița Ioana Picoș, binecunoscuta moderatoare tv Iuliana Marciuc, realizatorul Georgio dell Noce, Aura Poterașu și Radu Neamț, Răzvan Oprea și Dan Mircea Cipariu și organizat de Asociația Callatis Fest Marea Neagră, Asociația de turism Sudul Litoralului, Primăria Municipiului Mangalia și Consiliul local Mangalia.
Callatis Summer Fest 2015, premiul special la Gala Radar de Media 2015!
Începând de marți, 11 august și până duminică, 16 august, Casa de Cultura Mangalia cât și binecunoscuta scenă plutitoare au găzduit artiști în plină ascensiune dar și nume deja consacrate printre care actorii: Stela Popescu, Mitică Popescu, Mircea Diaconu, grupul Vouă condus de Adrian Fetecău, cântăreții: Tudor Turcu, Amedeo Bolohoi și trupa Olly de Quartz din Amsterdam, Gazi Demirel Show, Dragos Badoi, prezentări de modă marca FashionTV Romania iar din zona de folclor nume îndrăgite ca Mariana Anghel din Hunedoara și Cornelia Ardelean Archiudean din Bistrița.
În prima seară, tineri actori, absolvenți UNATC au jucat la Casa de Cultură din Mangalia, în cadrul Galei Callatis Comedy, o comedie savuroasă, „Intrigantul”, ce s-a bucurat de un mare succes. Printre spectatori i-am remarcat aplaudând furtunos pe actrița Monica Davidescu și Aurelian Temișan, aflați în vacanță la Mangalia.
A doua seară a festivalului a reunit în prima parte „Callatis New Stars”, câștigători ai unor concursuri muzicale: Baroq (Alex Baroq), câștigătorul „Sibiu Jazz Festival” la 16 ani, Kate, Gio, Dominique, Alyanna, Adora.
În partea a doua la „Diaspora Talent Show” au concertat români talentați de peste hotare, acoperind o vastă arie geografică: Olanda (Olly De Quartz) , Germania (Manfred, Dragon de Transylvania), Suedia ( Richy B), Turcia ( Gazi Demirel), Irlanda (Dragoș Bădoi), Italia(Olga Bălan). “Miss Mangalia” ne-a încântat prin grație și frumusețe iar la final atmosfera s-a transformat într-una orientală, prin show-ul incendiar de muzică și dans semnat Gazi Demirel.
„Dor de Callatis”, cea de-a treia seară de festival a fost o seară dedicată muzicii populare, care a adus publicului iubitor de folclor voci consacrate și iubite: Mariana Anghel din Hunedoara și Cornelia Ardelean Archiudean din Bistrița, mult îndrăgitul ansamblu „Bârzava” din Reșița alături de ansamblurile Româncuța din Cumpăna, „Mugurelul” din Cernavodă, și „Doinița” al Cercului Militar Bistrița, cât și soliști tineri, multipremiați ai concursurilor de gen, din toate regiunile folclorice ale României: Mariana Ozana Stoicoci și Mariana Jianu(Oltenia), Elena Nistor și Narcis Gherghișan (Dobrogea), Briana Olteanu, Georgiana Tănasă, Sânzian Odor(Moldova), Izabela Baicu, Cristina Vrânceanu și Adriana Deaconu (Prahova), Gabriela Oancea (Sibiu), Iulia Vătafu (Vrancea), Adriana Anghel (Hunedoara), Jenica Bercea Anton (Buzău), Cătălin Maximiuc (Bucovina). O voce cu un timbru unic, Anca Panțâru din Timișoara, a susținut un minirecital cu piese de pe noul CD, ce s-a bucurat de mare priză la public.
Vineri, 14 august, ora 21:00, „Gala Premiilor Callatis” a avut ca misiune, recunoașterea valorilor din diferitele domenii ale vieții cultural-artistice dar și sociale. Astfel printre laureații care au urcat pe scenă în cea de-a treia seară a festivalului pentru a-și primi omagiile, s-au numărat: actorul Mitică Popescu, directorul Observatorului Vasile Urseanu, Adrian Șonka – pentru succesele din acest an ale astronomiei românești pe plan mondial, (amintim descoperirea unei supernove făcută de Ciprian Vântdevară din Bârlad), actrița Stela Popescu, care a încântat miile de spectatori cu un minirecital de excepție, Andrei Roșu – locul 6 mondial la triatlon, Corul de copii Callatis din Mangalia – laureat a numeroase concursuri internaționale, profesorul Anton Hadăr – premiul la categoria “Inventică”, Manfred - „Dragon of Transylvania”– pentru prima muzică dusă în spațiu de Centrul European de Astronautică.
Trofeul Callatis a fost creat din ceramică modelată manual, de renumitul sculptor de origine română, care locuiește și lucrează de peste 30 de ani în America, Patrick Mateescu. Invitat pe scena festivalului a dezvăluit publicului ideea creării acestor trofee, replică miniaturizată a statuii lui Eminescu aflată la Mangalia.
Finalul acestei seri a marcat de minirecitalul lui Tudor Turcu și de recitalul lui Amedeo Bolohoi alături de trupa sa din Olanda care au avut o caldă primire din partea turiștilor veniți cu mic cu mare la concert.
„Triluri de zestre” au răsunat în Portul turistic Mangalia, sâmbătă, 15 august, dintre acestea evidențiindu-se Marian Duicu și ansamblul folcloric “Zestrea Branului” împreună cu Cătălin Maximiuc, Liliana Oncioiu, Mariana Stănescu, Gheorghe Sorea, Andreea Jitea, Ionel Letcă și Alexandra Folea, ansamblul folcloric “Doinița” al cercului militar Bistrița. Melodia modernă închinată Fecioarei Maria – “Ruga”, avându-l ca interpret și compozitor pe talentatul Dragoș Bădoi, fondatorul trupei Direcția 5, a cucerit publicul prin încărcătura emoțională aparte a piesei, care a indus o atmosferă de smerenie potrivită cu celebrarea adormirii Sfintei Maria.
Ultima seară a Callatis Summer Fest 2015, „Fusion Arts Day”, a adus o îmbinare perfectă între operă și pop, latino și folclor autentic, modă și dans. Johnny Alexandru, fiul cântăreței Nicolei și al compozitorului Mihai Alexandru împreună cu pianista Marta Claudia Băceanu i-au adus un omagiu regretatului bariton Florin Dumitru Petre, decedat recent, prin interpretarea unor arii celebre. Spectacolul a continuat cu momentele de dans special pregătite pentru acest festival de Oana Ioniță și dansatorii de la celebra ei școală, „Dance Planet”. Pe scenă au urcat mai urcat Adriana Gavrilă, Trupa Seven Eleven și Olga Bălan.
O prezență savuroasă a fost Grupul Vouă care prin cele trei momente de umor jucate pe scena plutitoare a stârnit cascadele de râs ale miilor de spectatori veniți la eveniment.
Mihai Trăistariu a încheiat seara cu un recital ce a încins publicul cu hituri din repertoriul său, provocându-l la dans și cântec timp de aproape o oră. Sute de fani l-au așteptat după show pentru poze și autografe.
Callatis Fest 2015 a fost prezentat de actrița Miruna Ionescu, gazda Popasurilor folclorice de la TVR2. Ținutele sale de scenă au purtat semnătura inconfundabilă a creatoarei Oana Radu. De asemenea, tricourile și rochiile purtate de echipă și invitați în timpul festivalului, au fost create de tânăra creatoare de handmade din București, Aida Lorena, în atelierul Feathers. Tortul care a marcat cei 18 ani de existență a acestei manifestări a fost oferit de cofetăria Claus, iar vinul de la petreceri de Villa Vinea. Setea invitaților cât și a voluntarilor din echipa de organizare a fost potolită de apa Bucovina. Transportul echipei Callatis Fest înapoi la București a fost asigurat de Simpa Trans.
Cele 6 seri ale Callatis Fest 2015 au fost completate și de alte activități:
Timp de trei zile, piscina Hotelului Paradiso din Mangalia a fost gazda workshopurilor de aromoterapie, organizate de psihoterapeuta, nutriționista și aromaterapeuta Cornelia Decu Chaumont acompaniate de un vin de clasă de la podgoria Villa Vinea.
Doi astronomi de la Astroclubul Bucuresti, Elisabeta Petrescu și Adrian Sonka au adus stelele și inelele planetei Saturn mai aproape de iubitorii astrelor nopții, prin două instrumente astronomice profesionale, în cadrul event-ului Astro Drop, creat pe esplanada hotelurilor Paradiso din Mangalia și Majestic din Jupiter, dar și în direct la TV pe scena plutitoare. Sute de pasionați au putut vedea curentul de meteoriți al Perseidelor, inelele planetei Saturn sau steaua Spica, cea mai strălucitoare din constelația Fecioara.
Sponsorii cu greutate ai ediției Callatis Fest 2015 au fost Complex Paradiso – Partener principal, DMHI – Partener Oficial, Elixir Press și THR iar partenera a fost Fundația Action Art.
Organizatorii mulțumesc în mod deosebit sculptorului Patrick Mateescu pentru donația trofeelor Callatis Fest. Domnia sa a fost asigurat de Primarul Mangaliei, cu ocazia înmânării Diplomei de excelență din partea Primăriei Mangalia, că „Monumentul Eminescu”, donat de sculptor în anul 1995 orașului Mangalia, va fi reabilitat. De asemenea, domnul primar Cristian Radu a promis instalarea în noul parc ce va fi inaugurat în primăvara anului 2016, a unei alte sculpturi pe care dl. Mateescu dorește să o doneze Mangaliei, numită „Floarea iubirii”.
Mulțumiri din inimă pentru sprijinul acordat d-lui Sorin Stanciu, d-lui Dragoș Răducan, d-lui primar Mihai Stepănescu, d-nei Liliana Filip. d-rei Andra Carolia, d-lui Alin Burcea, d-lui Omer Evren, d-lui Nicolae Pescaru, d-lui Sorin Bejan, d-lui Catalin Maximiuc, d-nei Cara Veronica, d-lui dr. Gh. Gheorghiu și d-lui Nelu Minca.
Transmisia a fost asigurată de TVH iar difuzarea de TVH și Neptun TV. Cifrele de audiență pe cele două posturi de televiziune au însumat peste 1.100.000 de telespectatori conform rapoartelor furnizate de Kantar Media și Armadata.
Așadar Mangalia a fost și în 2015 Capitala Divertismentului Estival cu o afluență a publicului in Portul turistic, in fațala scenei plutitoare, de aproximativ 20.000 de persoane.
Conform unui sondaj difuzat pe 30 august la PRO TV, Mangalia a intrat în TOP 3 al stațiunilor cu cei mai mulți turiști găzduiți pe litoral.

## Artiști străini
În 1999, invitatul străin al festivalului a fost Chris Norman. În 2003, a venit Al Bano, în 2004 Panjabi MC, în 2005 In-Grid, iar în 2006 Vaya Con Dios în 2015 Manfred, „Dragon of Transylvania”.